# Lepnevaina signata
Lepnevaina signata là một loài Trichoptera trong họ Limnephilidae. Chúng phân bố ở miền Cổ bắc.